# Заречный (Панкрушихинский район)
Заречный — посёлок в Панкрушихинском районе Алтайского края России. Входит в состав Панкрушихинского сельсовета.

## География
Посёлок расположен в северо-западной части Алтайского края, на левом берегу реки Паньшиха, на расстоянии примерно 4 километров (по прямой) к юго-востоку от села Панкрушиха, административного центра района.

Климат континентальный, средняя температура января составляет −18,7 °C, июля — 22 °C. Годовое количество атмосферных осадков — 465 мм.

## Население
| 1997 | 1998 | 1999 | 2000 | 2001 | 2002 | 2003 |
| ---- | ---- | ---- | ---- | ---- | ---- | ---- |
| 130  | ↗132 | ↘129 | ↘106 | ↗148 | →148 | ↗160 |
| 2004 | 2005 | 2006 | 2007 | 2008 | 2009 | 2010 |
| ↘147 | ↘110 | ↗119 | ↘111 | ↘107 | ↗108 | ↘99  |
| 2011 | 2012 | 2013 |      |      |      |      |
| ↗100 | ↗109 | ↘107 |      |      |      |      |

Согласно результатам переписи 2002 года, в национальной структуре населения русские составляли 88 %.

## Улицы
Уличная сеть посёлка состоит из одной улицы (ул. Заречная).